# Im Reiche des Schwarzen Goldes
Im Reiche des schwarzen Goldes (französischer Originaltitel: Tintin au Pays de l'or noir) ist ein Comic aus der Reihe Tim und Struppi des belgischen Zeichners Hergé, welches erstmals am 28. September 1939 in Le Petit Vingtième veröffentlicht wurde.

## Handlung
Immer öfter explodieren Benzintanks in Tims Heimat, unter anderem auch im Auto von Schulze und Schultze. Gleichzeitig herrscht eine angespannte Weltlage: in den Zeitungen wird von Kriegsgefahr und Mobilmachung gesprochen. Während Schulze und Schultze die Werkstätten als Profiteure der Pannenserie unter die Lupe nehmen, wendet sich Tim an den Direktor der Benzinfirma Speedol. Auch dort hat man keine Erklärung für das verunreinigte Benzin.
So stellt Tim Nachforschungen an und heuert bald mit Struppi inkognito als Funker auf dem Öltanker Speedol Star an. Auch die beiden Kripobeamten gehen undercover als Matrosen an Bord, um den Streitigkeiten in den Ölförder-Emiraten auf den Grund zu gehen. Bei ihrer Ankunft in Khemkhah wird bei Schulze und Schultze untergeschobenes Kokain entdeckt. Bei Tim werden gefälschte Dokumente gefunden, die von Waffenlieferungen an den Führer der Aufständischen Bab el Ehr berichten. Als vermeintlicher Unterstützer wird Tim kurz nach der Verhaftung von den Partisanen befreit und zum Rebellenführer gebracht. Währenddessen werden Schulze und Schultze befreit. Sie hören von der Belohnung von 2000 Pfund, die auf Bab el Ehr ausgesetzt ist und machen sich mit dem Jeep auf den Weg durch die Wüste. Inzwischen wollen die Rebellen mit Tim als Geisel ins Gebirge fliehen, wobei Tim unterwegs ohnmächtig liegen gelassen wird. In der nächsten Nacht wird er Zeuge der Sprengung einer Ölleitung und verfolgt daraufhin einen der Täter. Tim erkennt, dass es sich um den bereits bekannten Widersacher Doktor Müller handelt (siehe Die schwarze Insel). Nach einem Kampf kann Tim fliehen und gerät in einen Sandsturm, in dem er auf Schulze und Schultze trifft.
Gemeinsam fahren sie in die Stadt und Tim bemüht sich um eine Audienz bei Mohammed Ben Kalisch Ezab. Dort berichtet er von den Sabotageaktionen und erfährt, dass Doktor Müller als Professor Smith den Ölscheich erpresst, um Förderlizenzen zu erhalten. Um diesen Forderungen Nachdruck zu verleihen, wird der Scheichsohn Abdallah entführt. Tags darauf entdeckt Tim eine Spur, die ihn zu dem Händler Senhor Oliveira da Figueira (siehe die Die Zigarren des Pharaos) führt. Weil dieser der Lieferant des Professor Smith ist, gelingt es Tim, verkleidet in dessen Palast zu kommen. Dort findet er eine Geheimtür, wird aber von Müller entlarvt und es kommt zu einem Kampf, aus dem Tim als Sieger hervorgeht. In einem Bunker stößt Tim zwar auf den gefangenen Prinzen, doch während einer Schießerei kann Müller mit seiner Geisel fliehen. Tim übernimmt mit dem plötzlich aufgetauchten Kapitän Haddock die Verfolgung durch die Wüste. Bei der abschließenden Auseinandersetzung gelingt es den beiden, den Prinzen zu befreien und Müller zu verhaften. Hierbei fällt Tim ein geheimnisvolles Röhrchen mit Tabletten in die Hände, die Müller auf keinen Fall hergeben möchte.
Tim schickt die Tabletten zur Analyse zu Professor Bienlein: Es handelt sich um ein Produkt, das die Explosionsfähigkeit von Benzin um ein Vielfaches steigert. Eine Tablette reicht, um 10.000 Liter Benzin in gefährlichen Sprengstoff zu verwandeln. Einige Wochen später folgen neue Enthüllungen: Im Kriegsfall hätten Geheimagenten die Benzinreserven ihrer Gegner unbrauchbar gemacht. Die zahlreichen Explosionen waren eine Art Generalprobe für diese neue Kriegstaktik. Inzwischen ist es auch gelungen, ein Gegenmittel zu entwickeln. Zum Schluss soll Haddock erzählen, wie er eigentlich in die Sache hineingeraten ist. Doch ein Streich des Prinzen Abdallah bringt ihn davon ab.

## Hintergründe
Im Sommer 1939 startete Hergé die Arbeit am neunten Tim-Abenteuer unter dem Titel Tintin au Pays de l´or noir (Im Reich des schwarzen Goldes) deren Veröffentlichung als Serie im Le Petit Vingtième am 28. September begann. Wie im Blauen Lotus wurde der politische Hintergrund der Handlung denkbar realistisch gestaltet: Wir sehen Tim bei der morgendlichen Zeitungslektüre Überschriften studieren wie „Die Lage ist ernst“ oder „Teilmobilmachung“. Schon bald steckte Tim in einer Verschwörung, die der skrupellosen Ölbeschaffung eines aggressiven Staates dienen sollte. In diesem Staat mit seinem großen Bedarf an „schwarzem Gold“ war unschwer Deutschland zu erkennen.
Nach der Besetzung Belgiens durch die deutsche Wehrmacht kommt es zur Einstellung des Magazins am 9. Mai 1940. So findet die Geschichte, in der Tim in eine Auseinandersetzung zwischen einer jüdischen Untergrundorganisation, den britischen Besatzern und einem arabischen Emir gerät, ein jähes Ende. Hergé begann im Juni nach der französischen Kapitulation wieder damit, Tim und Struppi zu zeichnen, doch für seinen neuen Arbeitgeber, die Tageszeitung Le Soir, dachte er sich ein neues Abenteuer namens Die Krabbe mit den goldenen Scheren aus.
Erst nach über 8 Jahren und 5 weiteren Abenteuern besann Hergé sich auf die nicht abgeschlossene Geschichte im Nahen Osten. Am 16. September 1948 begann das Magazin Tintin mit dem Abdruck der nun farbigen und auf ein neues Format ummontierten Version von Im Reiche des schwarzen Goldes unter dem Titel L´or noir. Jetzt bekommt auch der erst in Die Krabbe mit den goldenen Scheren eingeführte Kapitän Haddock am Ende seinen Auftritt. Erst im Februar 1950 endet die Veröffentlichung der Serie.
Für die im gleichen Jahr erscheinende Albumausgabe (jetzt wieder unter dem Titel Tintin au Pays de l´or noir) muss Hergé die bereits veröffentlichten Seiten nochmal überarbeiten. Damit das lange Fernbleiben von Haddock in der Handlung keinen logischen Bruch ergibt, baut Hergé kurzerhand auf den ersten Seiten ein Bild ein, in dem dieser von einem Geheimauftrag berichtet. Auch die den Lesern mittlerweile vertraute Opernsängerin Bianca Castafiore wird jetzt einmal erwähnt. Zusätzlich werden die in der Wüste spielenden Szenen neu gestaltet.

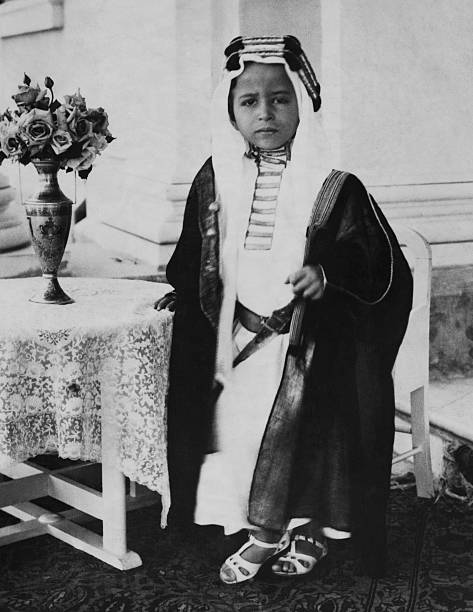
Faisal II. inspirierte Hergé

Zu einer weiteren Umarbeitung kam es Ende der sechziger Jahre, als den Herausgebern der dargestellte historische Hintergrund der fast zwanzig Jahre alten Geschichte nicht mehr zeitgemäß erschien. Da geht es ja um die Rivalität zwischen jüdischen Widerstandskämpfern und arabischen Nationalisten auf der einen Seite und den britischen Besatzungstruppen auf der anderen Seite (Palästina war von 1920 bis 1948 britisches Mandatsgebiet im Auftrag des Völkerbundes). So wurde aus dem realen Palästina nun das Emirat Khemed und die handelnden Personen wurden alle zu Arabern. 1971 wurde das um mehr als 12 Seiten modernisierte Album in Belgien und Frankreich veröffentlicht (erst drei Jahre später in Deutschland).
Emir Ben Kalisch Ezab beruht auf der Biographie von Anton Zischka über Ibn Saud, Abdallah dagegen auf Faisal II.

## Unterschiede zwischen der alten und der neuen Version
| Szene | 1950er Edition | 1972er Edition |
| --- | --- | --- |
| Der arabische Text                                                                                              | Entspringt der Phantasie des Autors. Die Worte sind sinnlos. | Korrekte arabische Sätze. |
| Die Schul(t)zes teilen ihrem Chef mit, dass sie an Bord des Tankers Speedol Star gehen werden.                  | Sie sollen nach Spionen auf dem Schiff Ausschau halten. Sie tragen dunkle Matrosenanzüge. | Sie sollen nach Khemed und sich ein Bild der Lage machen. Auf dem Schiff tragen sie blaue Kleidung und Mützen mit der Aufschrift Titanic. |
| Die Speedol Star                                                                                                | Das Schiff ist sehr schlicht ausgestattet. Tims Funkgerät ist ein großer Apparat. | Das Schiff ist sehr detailliert geschildert, ebenso Tims Funkausrüstung. |
| Die Speedol Star kommt im Nahen Osten an. Tim und die Schul(t)zes werden verhaftet.                             | Das Schiff kommt in Haifa an. Dort wird es von britischen Behörden durchsucht. | Das Schiff kommt im arabischen Phantasiestaat Khemed an, in der Hafenstadt Khemkhah. Dort wird es von arabischen Behörden durchsucht. |
| Tim wird aus der Gewalt der Behörden entführt und endet als Gefangener im Lager von Scheich Bab El Ehr.         | Die Kidnapper gehören zur jüdischen Terrororganisation Irgun. Sie verwechselten Tim mit einem der ihren namens Goldstein. Kurz darauf werden sie von arabischen Untergrundkämpfern überfallen, die ihnen Tim abnehmen. Die Irgun-Mitglieder werden daraufhin von den Briten gefangengenommen und verhört. Tim endet als Gefangener im Lager von Scheich Bab El Ehr | Die Männer von Sheikh Bab El Ehr entführen Tim aus der Gewalt der Behörden und er endet als Gefangener im Lager von Scheich Bab El Ehr |
| Eine Spitfire fliegt über das Lager Bab El Ehrs und wirft Flugblätter ab.                                       | Der Flieger ist britisch und gehört zur Royal Air Force. Bab El Ehr warnt seine Leute, dass jeder, der die Blätter lese, erschossen werde. | Der Flieger gehört zur Luftwaffe Khemeds. Bab El Ehr lacht, weil keiner seiner Leute lesen könne. |
| Tim trifft Emir Ben Kalisch Ezab und sie diskutieren über Bab El Ehr, Müller und die sich streitenden Ölfirmen. | Scheich Bab El Ehr will die Briten aus dem Land werfen. Emir Ben Kalisch Ezab beschreibt ihn als einen Fanatiker und wirft ihm vor, die Pipelines zu sabotieren. Ben Kalish Ezab ist ein lokaler Stammesführer, der einen Vertrag mit einer britischen Firma geschlossen hat. Mit Müllers nicht-britischer Firma will er nicht verhandeln.                         | Bab El Ehr und Ben Kalish Ezab streiten sich um die Macht in Khemed. Aktuell ist Ben Kalish Ezab an der Macht. Er glaubt auch, dass der Scheich hinter den Sabotageakten steckt. Die rivalisierenden Unternehmen sind Arabex und Skoil Petroleum, wobei nicht erwähnt sind, aus welchen Ländern beide stammen. Der Streit mit Müller ist der gleiche. |
| Abdallah wird entführt und ein Brief wird an den Emir geschickt. Bab El Ehr übernimmt die Verantwortung.        | Der Emir soll die Briten aus dem Land jagen. | Der Emir soll die Arabex aus dem Land jagen. |
| Tim geht nach Wadesdah, wo Müller lebt.                                                                         | Wadesdah ist eine Kleinstadt. | Wadesdah ist Hauptstadt von Khemed. |

## Deutschsprachige Veröffentlichungen
Ab 1961 erschien in Deutschland die Fassung von 1950 in zwei Auflagen beim Casterman Verlag. Im Hamburger Abendblatt gab es parallel das Abenteuer als Serie vom 20. Juni 1964 bis zum 14. August 1965. Nach dem Wechsel des Verlages erschien bei Carlsen ab 1967 in zwei Auflagen ein Nachdruck.
Dort wurde die letzte (und aktuelle) Fassung von 1971 erstmals 1974 als dritte Auflage des Carlsen Verlags herausgegeben.
Von Mai 1975 bis Juni 1976 erschien die Geschichte in Tim, dem Schweizer Apotheken-Magazin des Genfer Atar Verlags.